# Hamdan Al-Shamrani
Hamdan Al-Shamrani (ar. حمدان الشمراني; ur. 14 grudnia 1996 w Dżuddzie) – saudyjski piłkarz, występujący na pozycji obrońcy w saudyjskim klubie Al-Ettifaq FC. 6-krotny reprezentant Arabii Saudyjskiej. Uczestnik Pucharu Azji 2019.

## Statystyki

### Klubowe
Na podstawie:
| Klub            | Sezonów | Liga                      | Liga  | Liga   | Puchar krajowy | Puchar krajowy | Kontynentalne | Kontynentalne | Suma  | Suma   |
| Klub            | Sezonów | Liga                      | Mecze | Bramki | Mecze          | Bramki         | Mecze         | Bramki        | Mecze | Bramki |
| --------------- | ------- | ------------------------- | ----- | ------ | -------------- | -------------- | ------------- | ------------- | ----- | ------ |
| Al-Ahli Dżudda  | 2       | Saudi Professional League | 4     | 0      | 2              | 0              | 6             | 0             | 12    | 0      |
| Al-Faisaly FC   | 1       | Saudi Professional League | 26    | 3      | 0              | 0              | –             | –             | 26    | 3      |
| Al-Ittihad Club | 4       | Saudi Professional League | 82    | 7      | 8              | 0              | 4             | 0             | 94    | 7      |
| Al-Ettifaq FC   | 1       | Saudi Professional League | 14    | 1      | 1              | 0              | –             | –             | 15    | 1      |
|                 | Łącznie | Łącznie                   | 126   | 11     | 11             | 0              | 10            | 0             | 147   | 11     |

### Reprezentacyjne
Na podstawie:
| Mecze w Pucharze Azji 2019 | Mecze w Pucharze Azji 2019 | Mecze w Pucharze Azji 2019 | Mecze w Pucharze Azji 2019 | Mecze w Pucharze Azji 2019 | Mecze w Pucharze Azji 2019 | Mecze w Pucharze Azji 2019 | Mecze w Pucharze Azji 2019 | Mecze w Pucharze Azji 2019 |
| Lp.                        | Data                       | Miasto                     | Przeciwnik                 | Wynik                      | Czas                       | Gole                       | Inne                       | Faza rozgrywek             |
| -------------------------- | -------------------------- | -------------------------- | -------------------------- | -------------------------- | -------------------------- | -------------------------- | -------------------------- | -------------------------- |
| 1.                         | 08.01.2019                 | Dubaj                      | Korea Północna             | 4:0 (2:0)                  | 82'–90'                    |                            | asysta                     | Faza grupowa               |
| 2.                         | 12.01.2019                 | Dubaj                      | Liban                      | 2:0 (1:0)                  | 1'–90'                     |                            |                            | Faza grupowa               |
| 3.                         | 17.01.2019                 | Abu Zabi                   | Katar                      | 0:2 (0:1)                  | 1'–90'                     |                            |                            | Faza grupowa               |

## Sukcesy
Na podstawie:

### Klubowe
Z Al-Ittihad:
- Mistrz Arabii Saudyjskiej 2022/23
- Superpuchar Arabii Saudyjskiej 2022/23